# الکساندرا مانلی
الکساندرا مانلی (انگلیسی: Alexandra Manly؛ زادهٔ ۲۸ فوریهٔ ۱۹۹۶) دوچرخه‌سوار اهل استرالیا است.
وی در مسابقات کشوری و بین‌المللی در مجموع برندهٔ ۳ مدال طلا، ۲ مدال نقره، ۲ مدال برنز شده‌است.